# Búho Nocturno
Búho Nocturno es el nombre de dos personajes ficticios en la serie limitada de los cómics Watchmen de Alan Moore y Dave Gibbons y publicado por DC Comics. El dúo son análogos modificados de los primeros dos personajes Escarabajo Azul (El trasfondo del segundo Búho Nocturno fue creado para parodiar a Bruce Wayne) creado para Fox Feature Syndicate y más tarde vendido a Charlton Comics. El segundo Búho Nocturno parodia su apariencia al superhéroe popular icónico Batman, mientras que el primero parodia a The Phantom. El segundo Búho Nocturno llegó al número 115 en la lista de los mejores 200 personajes de cómic de Wizard.

## Hollis T. Mason
Hollis T. Mason fue el primer Búho Nocturno. A la edad de 12, su padre abandonó a la granja familiar en Montana y se trasladó a Nueva York, trabajando en el Taller de Moe Vernon.
Comenzando como un policía de Nueva York en 1938, fue inspirado por Superman de Action Comics y las hazañas de la vida real de Justicia Encapuchada para tomar la vida de un vigilante. Fue apodado «Búho Nocturno» por pasar sus tardes trabajando en el gimnasio tanto como sea posible e ir a la cama a las 9 de la noche y despertarse a las 5 de la mañana para entrenar antes de ponerse su placa y uniforme. Su traje fue diseñado para dejar libres sus brazos y sus piernas al tiempo que protege su pecho, abdomen y cabeza con una túnica dura de cuero. Con la túnica ocultando su cabello, un antifaz ocultaba su identidad.
Se convirtió en miembro de los Minutemen, una liga de aventureros enmascarados a mediados de 1939. Mason fue un luchador contra el crimen de la «vieja escuela», un verdadero boy scout a los ojos del Capitán Metrópolis. Él detuvo a criminales coloridos como el Cráneo Gritón y pasó a luchar contra supuestos agentes del Eje entre ellos el Capitán Eje durante la Segunda Guerra Mundial. Se retiró en mayo de 1962 para abrir un negocio de automóviles y escribir sus memorias de sus hazañas de lucha contra el crimen, Bajo la capucha. Al leer Bajo la capucha, Espectro de Seda II más tarde se enteró del intento de violación del Comediante a su madre Espectro de Seda I.
Poco después de que Hollis se retiró, Daniel Dreiberg lo buscó y le preguntó si podía usar el nombre y la persona de Búho Nocturno para combatir el crimen. Mason accedió y Dreiberg se convirtió en el segundo Búho Nocturno.
Después de que Búho Nocturno II y Espectro de Seda II sacaron a Rorschach de la cárcel la noche de Halloween, la pandilla de los Knot-tops se enojaron por lo que percibieron como vigilantismo. Bajo la influencia de la droga KT-28, los Knot-tops creen que Mason es el mismo Búho Nocturno que había participado en la fuga de la prisión y deciden atacarlo. Pensando que el grupo le venía a pedir dulces, Mason le abre la puerta a la pandilla y, aunque consigue poner una buena pelea, es asesinado con una estatua de sí mismo que recibió como un reconocimiento y recompensa por su servicio como un aventurero disfrazado.

## Daniel Dreiberg
Nacido en 1945, Daniel Dreiberg, una figura parecida a Batman, basado más en magia técnica y en herramientas que en dureza, lo que lo distingue de sus compañeros aventureros disfrazados. Todos sus aparatos y trajes se basan en una temática de búho. Él usa un vehículo volador con forma de búho apodado la «Nave Búho» o «Archie» (abreviatura de Arquímedes, por el búho de Merlín en la novela de T. H. White Camelot), equipada con una variedad de dispositivos ofensivas y defensivas, tales como lanzallamas y «estridadores» —dispositivos capaces de producir un sonido agudo como chillidos—.
Dreiberg (como Búho Nocturno) conoció a su compañero aventurero disfrazado Rorschach, que le sugiririó asociarse para acabar con el crimen organizado. Los dos no sólo formaron un equipo, sino que además se hicieron mejores amigos. Él apoyó la idea de los vigilantes disfrazados que forman un grupo para combatir el crimen estratégicamente, pero Rorschach y el Comediante rechazaron la idea. Después de haber llegado a comprender que sus actividades costosas eran demasiado limitadas en su alcance para hacer una diferencia verdadera, Dreiberg se retiró después de la aprobación de la Ley Keene el 3 de agosto de 1977, aunque en 1985 (cuando tiene lugar la historia) parece lamentar su decisión de renunciar a la lucha contra la delincuencia. Rorschach diría más adelante con respecto a su retiro, Sin poder de permanencia. Tras la Ley Keene, contribuyó en artículos académicos en revistas ornitológicas.
Su búho-nave representa avances en propulsión, ingeniería náutica, y aerodinámica que habría superado el nivel de innovación tecnológica conocida en ese momento, lo que sugiere que Dreiberg era un genio. Como aventurero disfrazado también habría tenido acceso al nivel de tecnología nuclear futurísticamente avanzado de su compañero héroe, el Dr. Manhattan.

### Eventos deWatchmen
Dreiberg se enreda románticamente con la segunda Espectro de Seda, Laurie Juspeczyk, después de que ella deja al Doctor Manhattan. Él vuelve al vigilantismo junto con ella, empezando con una noche alentadora disfrazados en el que logran salvar a los ocupantes de un edificio en llamas. La emoción de ayudar a los residentes despierta los sentimientos sexuales de Dreiberg hacia Laurie y los dos hacen el amor apasionadamente siguiendo el rescate. Más tarde sacan a Rorschach de la cárcel en un intento por detener el plan de Ozymandias para salvar al mundo de sí mismo. Por desgracia, la liberación de Rorschach resulta indirectamente en el asesinato brutal de Hollis Mason, del que Dan se entera sólo cuando él y Rorschach van a interrogar sospechosos. Al enterarse de la muerte de Mason, Dreiberg se vuelve violento, atacando al informante y en voz alta jurando venganza contra los asesinos de Mason con tal ferocidad que Rorschach, un famoso asesino sociópata, tiene que contenerlo. Al final, los asesinos de Hollis (los Knot Tops) son asesinados junto con la mitad de la ciudad de Nueva York por el plan de Ozymandias.
Dan y Rorschach viajan a la fortaleza antártica de Ozymandias. Ellos luchan contra él y son derrotados rápidamente por Ozymandias, que revela su plan para desatar una monstruosidad telepática sobre Nueva York que liberará ondas psíquicas masivas que matarán a la mitad de la ciudad. Búho Nocturno expresa el deseo de detenerlo y le dicen que ya se han producido los hechos. Millones han muerto, y las naciones del mundo acceden a trabajar juntos para combatir esta nueva «amenaza extraterrestre». De mala gana, Dan y el recién llegado Dr. Manhattan y Laurie Juspeczyk se comprometen a mantener el secreto por el bien de la paz mundial.
El moralmente absoluto Rorschach se va, tratando de tomar el vehículo de Dan de vuelta a la civilización para decirle al mundo. Sin ser visto por los demás, el Doctor Manhattan mata a Rorschach para detenerlo. Dan y Laurie reciben la hospitalidad de Ozymandias, que ellos aceptan. Antes de partir hacia otra galaxia, Manhattan parece satisfecho y feliz al ver a Laurie ahora en una relación con Dan.
En la conclusión de la historia, habiendo sido asumidos muertos en el ataque, se los ve en sus nuevas identidades de Sam y Sandra Hollis (en homenaje al fallecido Mason), con el pelo teñido de rubio. Ellos viajan a California y le hacen una breve visita a la antigua Espectro de Seda, en la que Laurie se reconcilia con su madre sobre el descubrimiento de que el Comediante era su padre. Prometiendo volver pronto, se van con la intención de continuar sus aventuras en la lucha contra la delincuencia.

## Diferencias de personajes en los borradores del guion de la película
En el proyecto de película de 1989 de Sam Hamm y el proyecto de película de 2003 de David Hayter, el nombre de superhéroe es Búho Nocturno (los personajes que adoptaron la personalidad de Búho Nocturno se combinan en un solo personaje y no hay muestra o mención de Hollis Mason como el primer Búho Nocturno). En el clímax del borrador de 2003, Dreiberg mata a Veidt después de acostarse con Laurie mientras están en la Antártida. Además, Dreiberg y Laurie tienen un hijo al final de la historia.

## Películas
Patrick Wilson interpretó al segundo Búho Nocturno, Dan Dreiberg, en la película. Aunque no es un fan de los cómics, Wilson disfrutó Watchmen al leerlo y optó por subir de peso para el papel, en lugar de usar un traje para parecer corpulento. Stephen McHattie interpretó al Búho Nocturno anciano, Hollis Mason. Clint Carleton interpretó el Mason más joven en los flashbacks de Minutemen. Durante varios intentos de adaptar a Watchmen como una película, Kevin Costner, Christopher Walken y Richard Gere fueron considerados para cada parte. John Cusack, que es un fan reconocido de la novela gráfica, expresó gran interés en interpretar el papel.
Aunque el papel de Wilson se mantuvo relativamente fiel a su contraparte del cómic, el traje de Búho Nocturno cambió radicalmente, porque Zack Snyder quería que se vea más intimidante.[cita requerida] Aunque conserva su gafas de visión nocturna, cinturón multiusos y capa gruesa del cómic, el traje de spandex/cuero marrón ha sido reemplazado con una cota de malla de tipo electrónica.[cita requerida]